# Pro Wrestling (videogioco Nintendo)
Pro Wrestling (プロレス?, ProWres) è un videogioco di wrestling pubblicato da Nintendo per Nintendo Entertainment System. Distribuito in Giappone nel 1986 per Famicom Disk System, il titolo è stato pubblicato l'anno seguente nel mercato statunitense diventando uno dei titoli più popolari. Pro Wrestling è uno dei giochi inclusi nel catalogo NES di Nintendo Switch Online.

## Modalità di gioco
In Pro Wrestling è possibile combattere con uno dei sei personaggi disponibili: Fighter Hayabusa, Star Man, Kin Corn Karn, Giant Panther, The Amazon e King Slender. È inoltre presente un personaggio non giocante chiamato Great Puma.
Il gioco presenta una modalità multigiocatore.

## Sviluppo
Masato Masuda, creatore della serie Fire Pro Wrestling, è il game designer di Pro Wrestling.
Il videogioco è diventato un meme di Internet per via della frase in engrish "a winner is you".